# 笑顔のかたち/ふわふわ
「笑顔のかたち/ふわふわ」（えがおのかたち/ふわふわ）は、加藤英美里の2作目のシングル。2010年2月3日にポニーキャニオンからリリースされた。

## 解説
「笑顔のかたち」は、東名阪ネット6製作テレビドラマ『ねこタクシー』オープニングテーマ、「ふわふわ」は、同ドラマエンディングテーマとして使用されている。
スペシャルトラックとして、加藤が猫の気持ちを朗読したショートストーリー「にく球と、にく声。」が収録されている

## 収録曲
1. 笑顔のかたち [4:32] 
作詞:吉津屋こまめ、作曲・編曲:野中"まさ"雄一
  - 東名阪ネット6製作テレビドラマ『ねこタクシー』オープニングテーマ
2. ふわふわ [4:07] 
作詞:吉津屋こまめ、作曲・編曲:野中"まさ"雄一
  - 東名阪ネット6製作テレビドラマ『ねこタクシー』エンディングテーマ
3. 笑顔のかたち（off vocal）
4. ふわふわ（off vocal）
5. にく球と、にく声。（Special Short Story）